# 黃潔貞
黃潔貞（葡萄牙語：Grace Wong Kit-cheng，1981年—），是現任澳門特別行政區立法會議員、鏡湖醫院副護士長、澳門婦女聯合總會副理事長、共建好家園協會理事長。
她從事護士工作十多年，在2013年澳門立法會選舉中獲得直選議席，2017年組成“美好家園聯盟”參選2017年澳門立法會選舉，以9,496票成功連任。黃潔貞對於婦女權益、家庭發展、兒童成長以及醫療特別關注。亦關注民生議題，例如房屋、物價、交通等。2021年再次以“美好家園聯盟”參選2021年澳門立法會選舉，以14,232票成功連任。